# アンヌー・カプール
アンヌー・カプール（Annu Kapoor、1956年2月20日 - ）は、インドのヒンディー語映画で活動する俳優。俳優業を中心に映画監督、映画プロデューサー、歌手、テレビ司会者、ディスクジョッキーとして40年以上活動しており、これまでに国家映画賞、フィルムフェア賞、国際インド映画アカデミー賞など多くの映画賞を受賞している。

## 生い立ち
1956年2月20日、ボーパール州ボーパールのイトワーラーで生まれ、「アニル・カプール（Anil Kapoor）」と名付けられる。父マダンラールはペシャーワル出身のパンジャーブ人で各地を巡業するパールシー劇団の主催者で、母カマルはベンガル人バラモンの出身で、ウルドゥー語の教師をしていた。また、祖父クリパー・ラーム・カプールは英印軍所属の医師であり、曾祖父ララ・ガンガ・ラーム・カプールは独立運動家として活動し、英印政府に逮捕され処刑されている。兄ランジット・カプールは映画監督・脚本家、弟ニキル・カプールは脚本家・作詞家として活動しており、妹シーマ・カプールはプロデューサー・女優として活動し、オム・プリと結婚している。
カプール家の家計は困窮していたため、アンヌー・カプールは中等教育までしか受けることができなかった。彼は父の強い希望でパールシー劇団に参加し、1976年に兄ランジット・カプールに誘われて国立演劇学校に入学した。卒業後は同校が運営するレパートリー・シアターに短期間所属し、1981年にはボンベイで上演された舞台演劇『Ek Ruka Hua Faisla』（演出：バス・チャテルジー、脚本：ランジット・カプール）に出演し、70歳の老人役を演じた。アンヌー・カプールは演劇を鑑賞していたシャーム・ベネガルの目に留まり、彼の誘いを受けて1983年に『Mandi』に出演している。

## キャリア

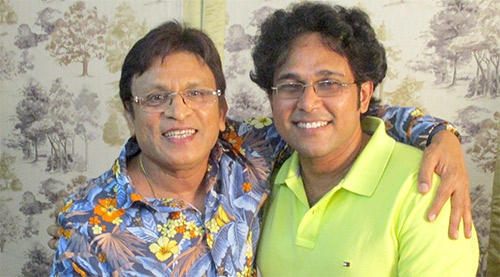
アンヌー・カプールとプリティーシュ・チャクラボルティー（2015年）

1979年にアミターブ・バッチャン主演の『黒いダイヤ』で映画デビュー（ノンクレジット）する。その後は『Aadharshila』『Betaab』『Mandi』『Khandhar』に出演し、1984年に出演した『Utsav』で人気を確立してフィルムフェア賞 コメディアン賞にノミネートされた。これ以降も『Mr.インディア』『Tezaab』『Ram Lakhan』『Ghayal』『タイガー・炎の3兄弟』『Darr』『Sardar』『Om Jai Jagadish』『Aitraaz』『7 Khoon Maaf』など批評的・興行的に成功した作品に数多く出演している。キャリアの初期は本名で活動していたが、1988年に出演した『Tezaab』の主演が同名の俳優だったことから、混同を避けるために「アンヌー・カプール（Annu Kapoor）」に改名している。1994年にはインド児童映画協会の要請で『Abhay』の監督を務め、国家映画賞 児童映画賞を受賞している。2012年に出演した『僕はドナー』では批評家から演技を絶賛され、国家映画賞 助演男優賞、フィルムフェア賞 助演男優賞、国際インド映画アカデミー賞 助演男優賞を受賞している。その後は『Yamla Pagla Deewana 2』『The Shaukeens』『Saat Uchakkey』『弁護士ジョリー2〜真実を白日のもとに』『Missing』『ドリーム・ガール』『Khuda Haafiz』『Suraj Pe Mangal Bhari』などに出演している。
テレビ番組でも活動しており、『Antakshari』『The Golden Era - With Annu Kapoor』『Param Vir Chakra』『Ajnabi』『Kabeer』『Gubbare』などに出演している。このほかに『Aao Jhoomein Gaayen』『Gaan Gaao Taaka Naao』『Ek Sunhari Shyam』など複数のテレビ番組をプロデュースしている。

## 家族
アンヌー・カプールは3度の結婚を経て4人の子供（長男カヴァン、次男マーヒル、三男イヴァーン、長女アラディタ）がいる。最初の妻アヌパマ・パティルはアメリカ国籍を持っており、1993年に離婚したものの、2008年に再婚している。

## フィルモグラフィー
- 黒いダイヤ（英語版）（1979年）
- Aadharshila（1982年）
- Betaab（1983年）
- Mandi（1983年）
- Mashaal（1984年）
- Khandhar（1984年）
- Utsav（1984年）
- Damul（1985年）
- Arjun（1985年）
- Ek Ruka Hua Faisla（1986年）
- Chameli Ki Shaadi（1986年）
- Susman（1987年）
- Mr.インディア（英語版）（1987年）
- Diljalaa（1987年）
- Tezaab（1988年）
- Khoon Bahaa Ganga Mein（1988年）
- Gunahon Ka Faisla（1988年）
- ボンベイ大走査線（英語版）（1988年）
- Ram Lakhan（1989年）
- Main Azaad Hoon（1989年）
- Aakhri Ghulam（1989年）
- Dost（1989年）
- Elaan-E-Jung（1989年）
- Zakhmi Zameen（1990年）
- Veeru Dada（1990年）
- Pyasi Nigahen（1990年）
- Aawaz De Kahan Hai（1990年）
- Ghayal（1990年）
- Jamai Raja（1990年）
- Yodha（1991年）
- タイガー・炎の3兄弟（1991年）
- Vishnu-Devaa（1991年）
- Ranbhoomi（1991年）
- Jeena Marna Tere Sang（1992年）
- Paayal（1992年）
- Muskurahat（1992年）
- Shreemaan Aashique（1993年）
- Dil Ki Baazi（1993年）
- Waqt Hamara Hai（1993年）
- Gardish（1993年）
- Darr（1993年）
- Sardar（1993年）
- Drohkaal（1994年）
- Jawab（1995年）
- Anokha Andaaz（1995年）
- Kaalapani（1996年）
- Vijeta（1996年）
- Udaan（1997年）
- Kachche Dhaage（1999年）
- Arjun Pandit（1999年）
- Tune Mera Dil Le Liyaa（2000年）
- Hum Kisise Kum Nahin（2002年）
- Om Jai Jagadish（2002年）
- Kuch To Gadbad Hai（2004年）
- Raincoat（2004年）
- Aitraaz（2004年）
- 7 Khoon Maaf（2011年）
- Gali Gali Chor Hai（2012年）
- 僕はドナー（英語版）（2012年）
- Yamla Pagla Deewana 2（2013年）
- Badlapur Boys（2014年）
- Muavza（2014年）
- Saat Uchakkey（2014年）
- Kisi Ne Titli Ko Dekha Hai Kya（2014年）
- The Shaukeens（2014年）
- Jai Ho Democracy（2015年）
- Miss Tanakpur Haazir Ho（2015年）
- Dharam Sankat Mein（2015年）
- Saat Uchakkey（2016年）
- 弁護士ジョリー2〜真実を白日のもとに（英語版）（2017年）
- Baa Baaa Black Sheep（2018年）
- Missing（2018年）
- Mangal Ho（2018年）
- The Fakir of Venice（2019年）
- Khandaani Shafakhana（2019年）
- ドリーム・ガール（英語版）（2019年）
- Khuda Haafiz（2020年）
- Suraj Pe Mangal Bhari（2020年）
- Darbaan（2020年）
- Chehre（2021年）
- ドリーム・ガール2（英語版）（2023年）
- Non Stop Dhamaal（2023年）
- Rules Ranjann（2023年）
- Sab Moh Maaya Hai（2023年）
- Dry Day（2023年）

## 受賞歴

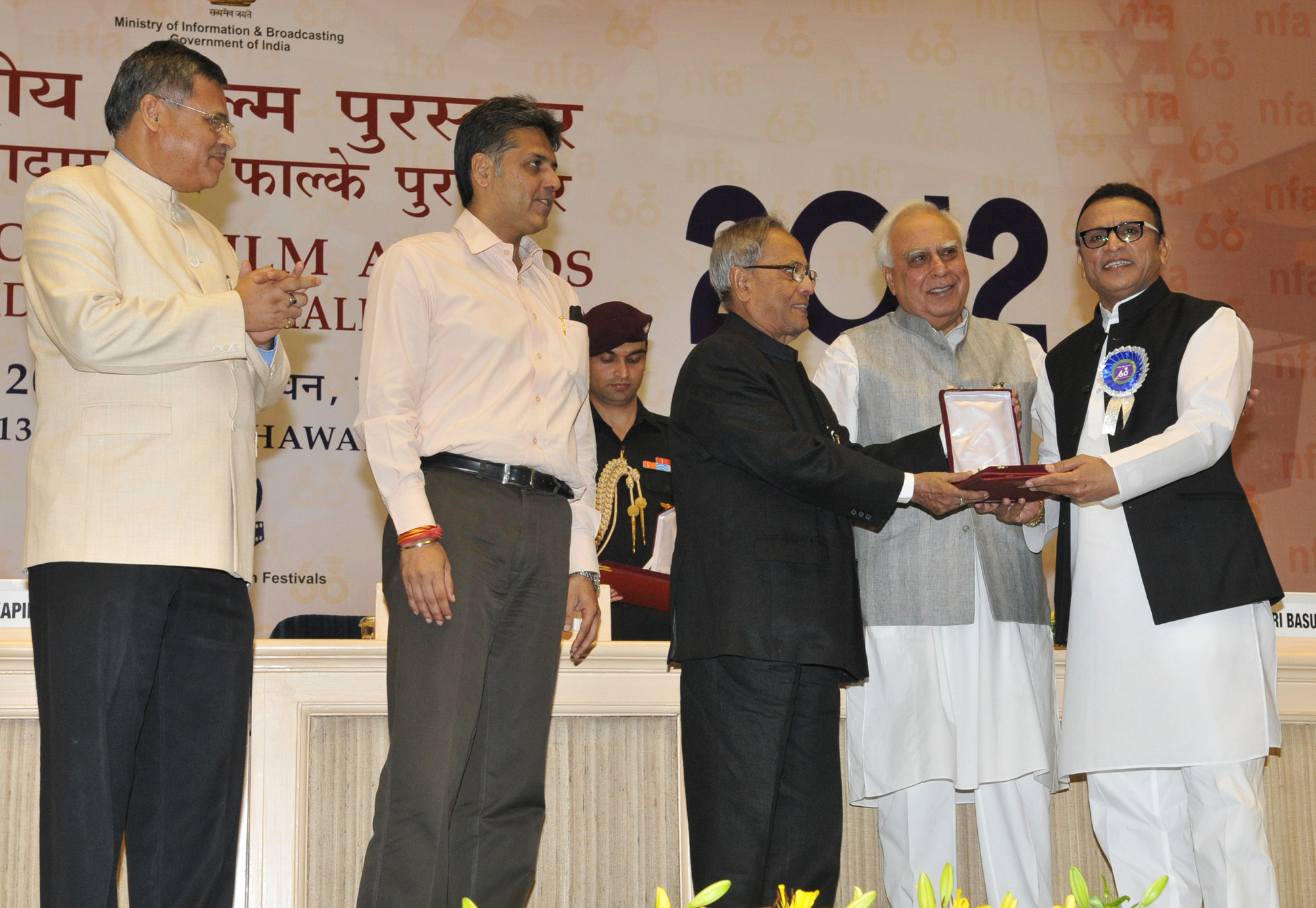
インド大統領プラナブ・ムカルジーから国家映画賞助演男優賞を受け取るアンヌー・カプール（2013年）

| 年                                 | 部門                        | 作品名                                  | 結果       | 出典       |
| 国家映画賞                         | 国家映画賞                  | 国家映画賞                              | 国家映画賞 | 国家映画賞 |
| ---------------------------------- | --------------------------- | --------------------------------------- | ---------- | ---------- |
| 1995年                             | 児童映画賞                  | 『Abhay』                               | 受賞       | [ 14 ]     |
| 2013年                             | 助演男優賞                  | 『僕はドナー』                          | 受賞       | [ 26 ]     |
| フィルムフェア賞                   |                             |                                         |            |            |
| 1987年                             | コメディアン賞              | 『Utsav』                               | ノミネート | [ 27 ]     |
| 2013年                             | 助演男優賞                  | 『僕はドナー』                          | 受賞       | [ 28 ]     |
| 国際インド映画アカデミー賞         |                             |                                         |            |            |
| 2013年                             | 助演男優賞                  | 『僕はドナー』                          | 受賞       | [ 29 ]     |
| 2013年                             | コメディアン賞              | 『僕はドナー』                          | ノミネート | [ 29 ]     |
| ジー・シネ・アワード               |                             |                                         |            |            |
| 2013年                             | コメディアン賞              | 『僕はドナー』                          | ノミネート | [ 30 ]     |
| 2017年                             | 悪役賞                      | 『弁護士ジョリー2〜真実を白日のもとに』 | ノミネート | [ 31 ]     |
| 2020年                             | 助演男優賞                  | 『ドリーム・ガール』                    | ノミネート | [ 32 ]     |
| スター・スクリーン・アワード       |                             |                                         |            |            |
| 2013年                             | コメディアン賞              | 『僕はドナー』                          | 受賞       | [ 33 ]     |
| スターダスト・アワード             |                             |                                         |            |            |
| 2014年                             | 助演男優賞                  | 『The Shaukeens』                       | ノミネート | [ 34 ]     |
| 製作者組合映画賞                   |                             |                                         |            |            |
| 2013年                             | 助演男優賞                  | 『僕はドナー』                          | 受賞       | [ 35 ]     |
| 2013年                             | コメディアン賞              | 『僕はドナー』                          | 受賞       | [ 35 ]     |
| タイムズ・オブ・インディア映画賞   |                             |                                         |            |            |
| 2013年                             | 助演男優賞                  | 『僕はドナー』                          | 受賞       | [ 36 ]     |
| V・シャンタラム賞                  |                             |                                         |            |            |
| 1994年                             | 監督賞                      | 『Abhay』                               | 受賞       | [ 37 ]     |
| インド・テリー賞                   |                             |                                         |            |            |
| 2002年                             | アンカー賞                  | 『Antakshari』                          | ノミネート | [ 38 ]     |
| 2003年                             | アンカー賞                  | 『Antakshari』                          | ノミネート | [ 39 ]     |
| インド・テレビジョン・アカデミー賞 |                             |                                         |            |            |
| 2003年                             | 音楽/映画番組アンカー賞     | 『Antakshari』                          | 受賞       | [ 40 ]     |
| 2004年                             | ゲーム/クイズ番組アンカー賞 | 『Antakshari』                          | 受賞       | [ 41 ]     |
| 2018年                             | ウェブシリーズ主演男優賞    | 『Home』                                | ノミネート | [ 42 ]     |